# Tragopogon dubius

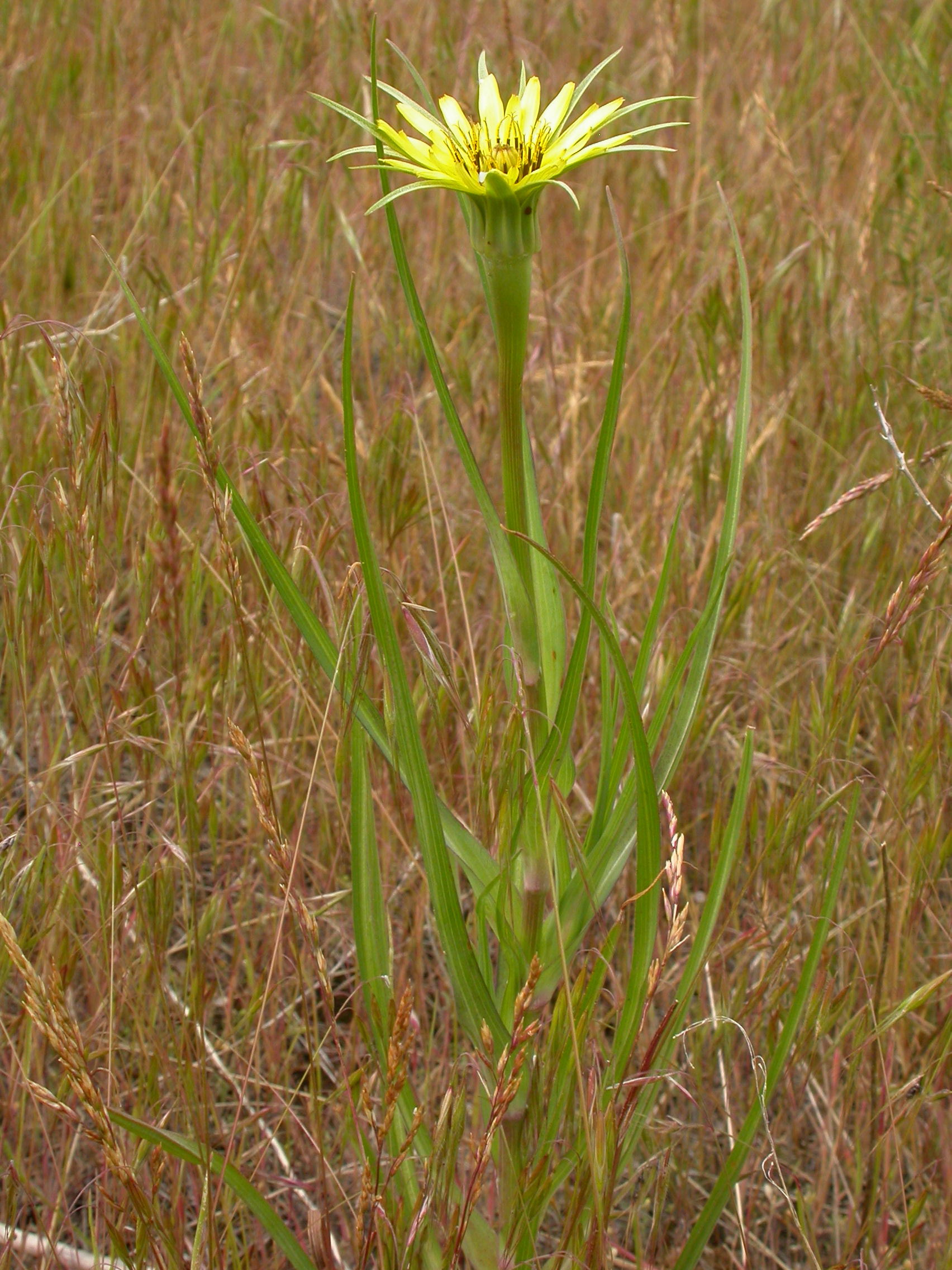
Aspecto general en antesis

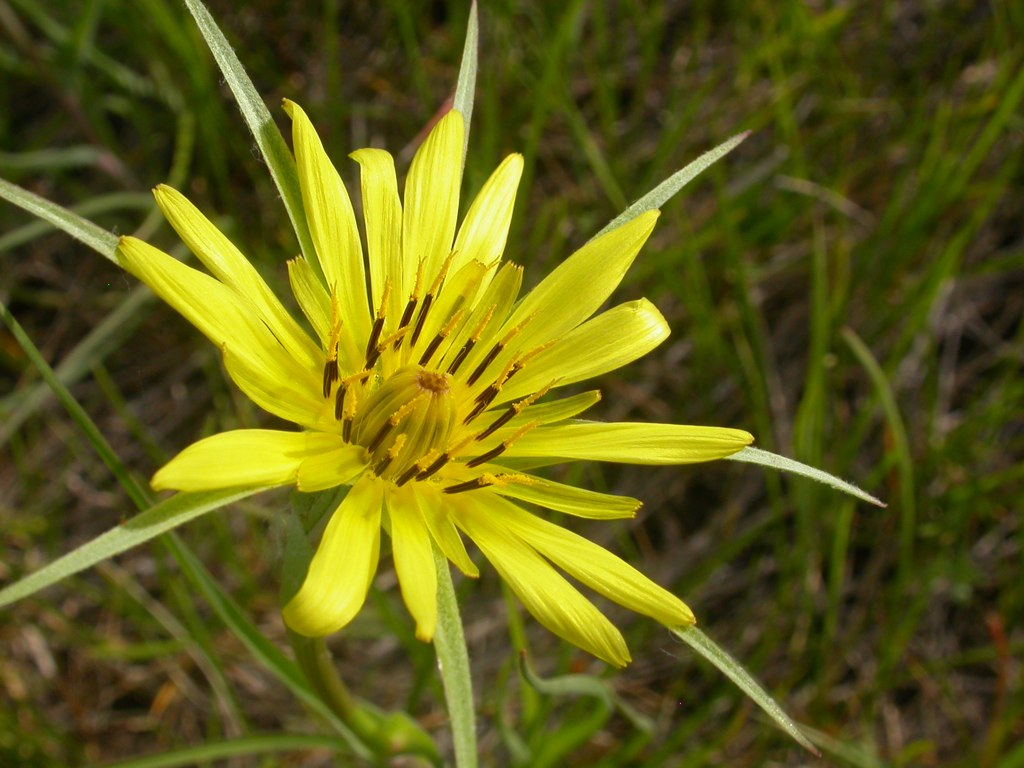
Detalle de un capítulo en antesis

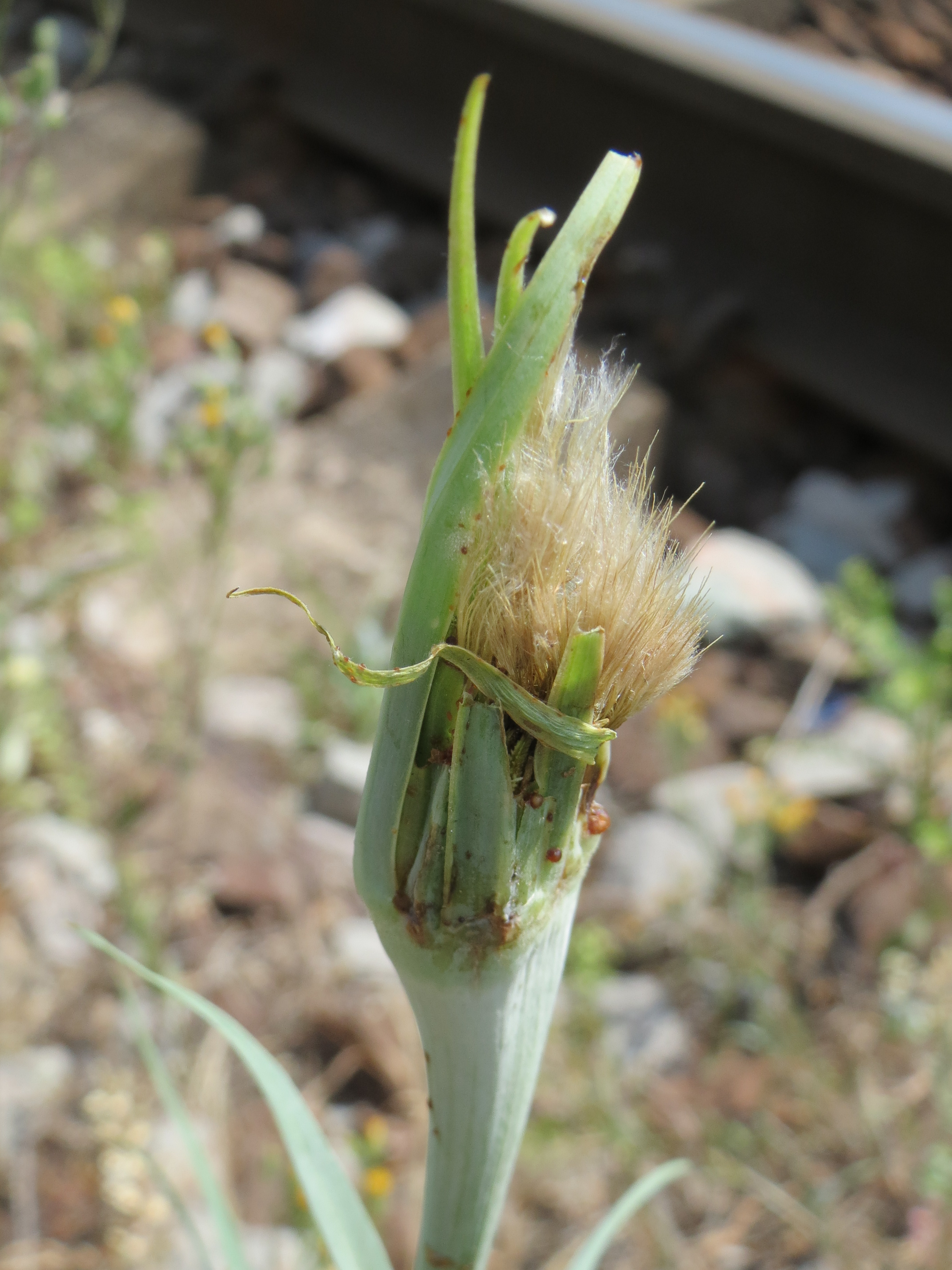
Capítulo cerrado con la barbilla' sobresaliendo

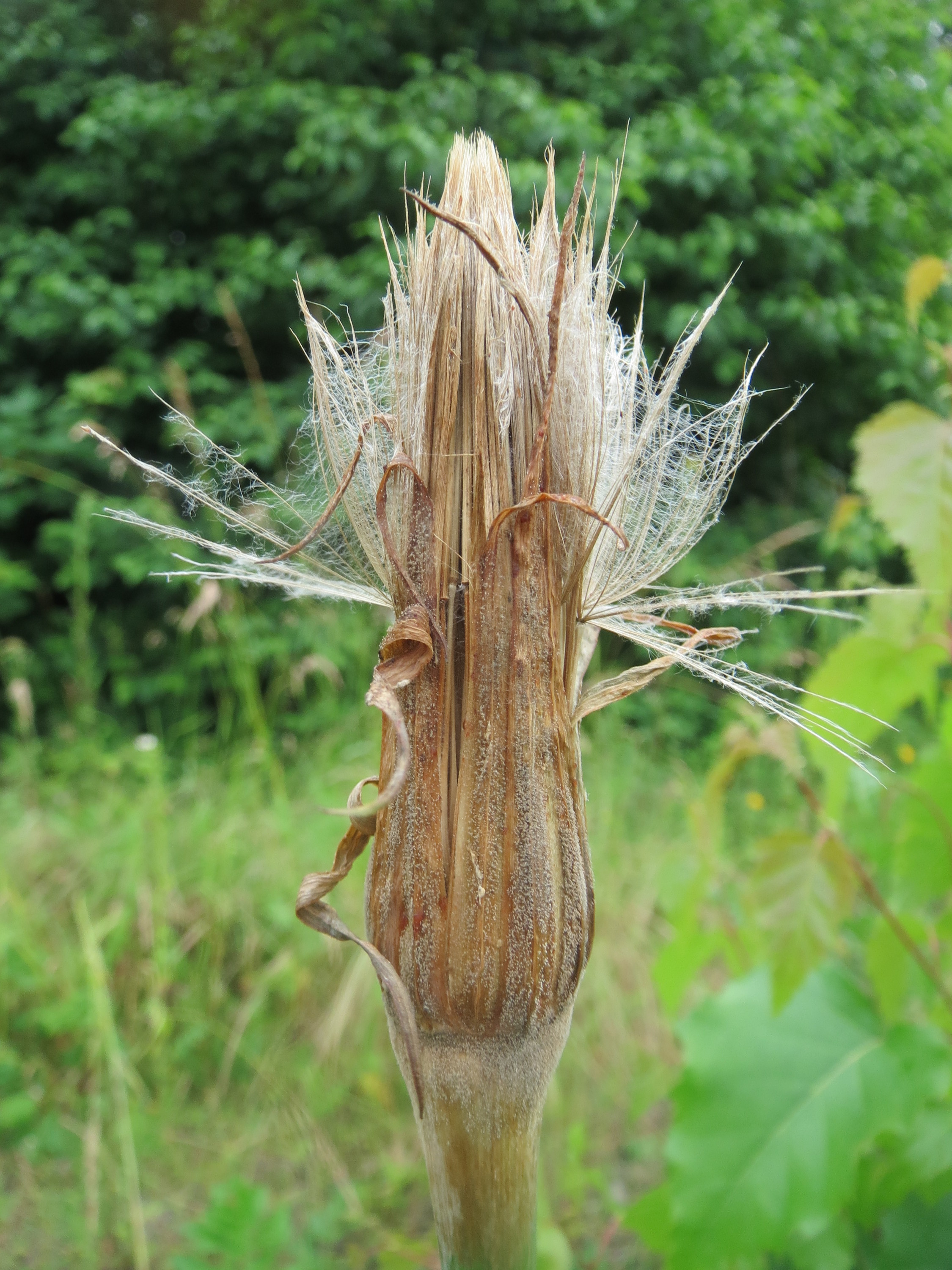
Capítulo post-antesis (con la barbilla)

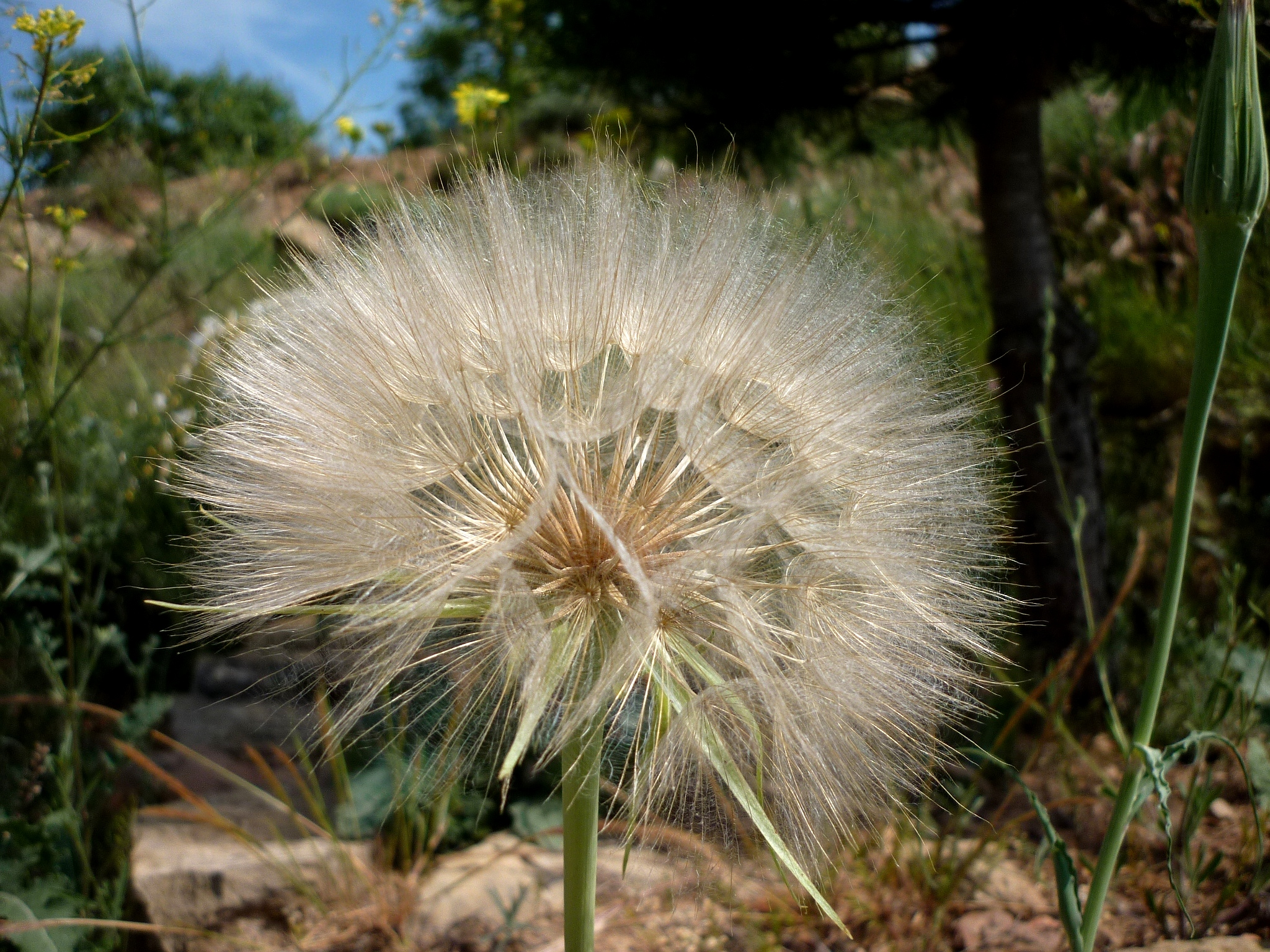
Infrutescencia

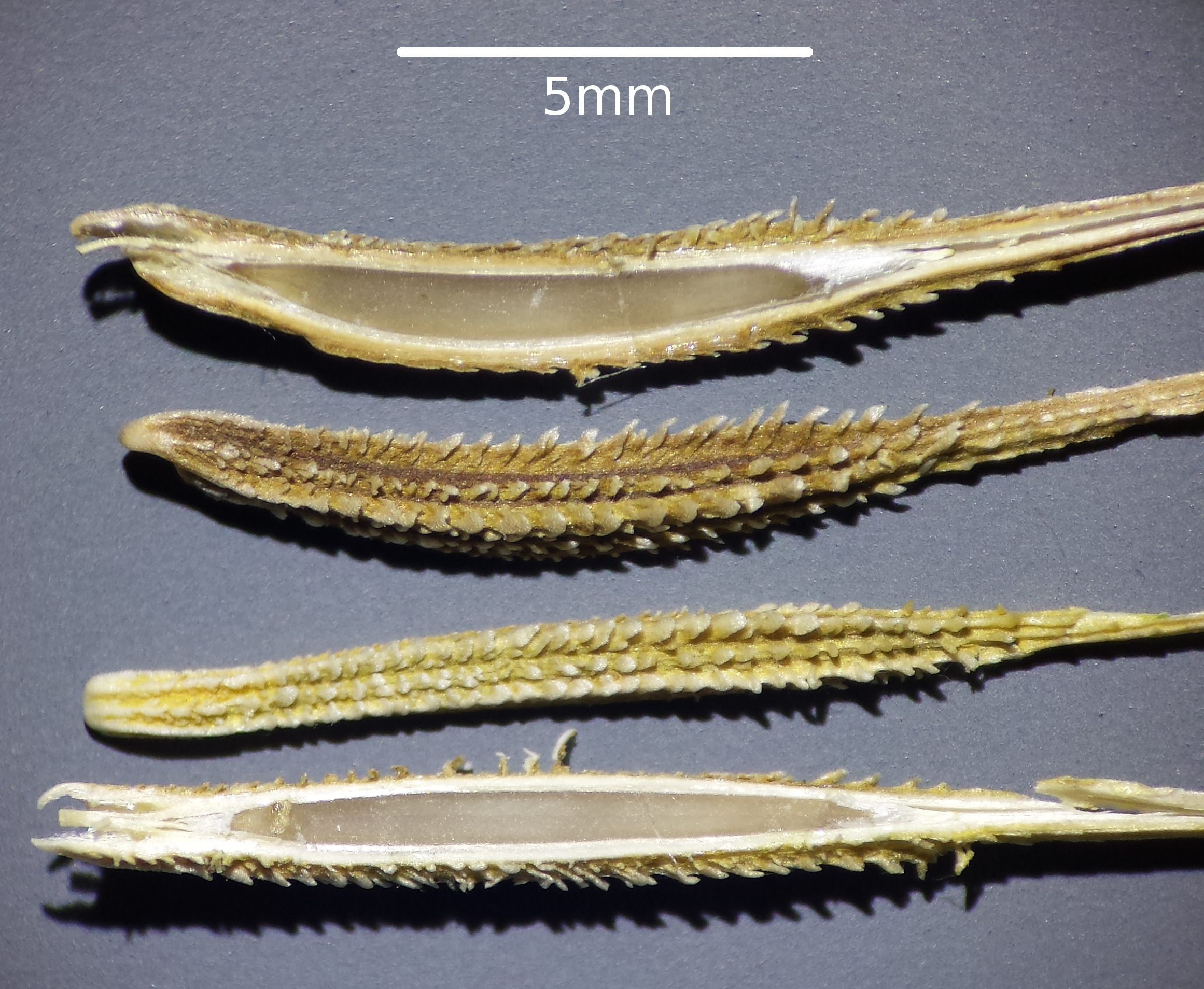
Cipselas y cortes longitudinales

Tragopogon dubius, comúnmente llamada barba, escorzonera, piñones, es una especie de planta bienal herbácea del género Tragopogon de la familia de las asteráceas.

## Descripción
Se trata de una planta herbácea bienal, con tallo erecto simple o ramificado en su parte inferior, de 40-100 cm de altura. Las hojas, basales  —no organizadas en roseta—  y caulinares, tienen unos 5-30 cm de largo por medio centímetro de ancho y son de forma linear a lanceolada  —con los márgenes no ondulados—  y en algún momento recurvadas en el ápice. El pedúnculo floral está fuertemente hinchado por debajo del involucro del capítulo. Dicho involucro mide unos 4-5 cm en la antesis y hasta 7 cm en la fructificación y está constituido por 8-14 largas y agudas brácteas. Las lígulas, de color amarillo y en número de 100-180, engendran cipselas con cuerpo de 10-15 mm de largo por 1,5 mm de diámetro, más o menos curvado y ornamentado de 5 costillas tuberculadas, acabado gradualmente en un largo y fino pico liso apicalmente inflado; soporta un vilano de pelos plumosos de 2-3 cm de largo implantados en un disco densamente pubescente.

## Distribución y hábitat
Es planta nativa en casi toda Europa y extendida hasta Pakistán; introducida y naturalizada en Europa septentrional (Suecia) y los Países bálticos, África del Sur, Norteamérica y, localmente en América del Sur (Argentina), Australia y Nueva Zelanda,
En la península ibérica, se encuentra dispersa en todo el territorio, sobre todo en la mitad norte; prácticamente ausente en el suroeste (solo en Portugal (Evora)) y totalmente ausente en Baleares y Canarias. 
Crece dispersa en terrenos soleados de malas hierbas y nitrificados por el hombre o animales, bosques secos, estepas pedregosas y praderas desde 500 hasta 2000 m de altitud.

## Taxonomía
La especie ha sido creada y descrita por primera vez por Giovanni Antonio Scopoli como Tragopogon Dubium y publicada, sin ilustración, en Flora Carniolica, Editio Secunda, vol. 2, nº947,  p. 95, 1772.
Etimología
- Tragopogon: prestado del latín trǎgŏpōgōn, -ōnis, vocablo derivado directamente del griego τραγοπώγων y compuesto por los vocablos τράγοζ, -ου, cabra, chivo, y πώγων, -ώνος, barba; o sea «barba de chivo», por el penacho de pelos plumosos blancos del vilano que sobresalen en el ápice de las inflorescencias, casi siempre cerradas, y que se asemejan a la barbilla del macho cabrío.[4] Empleado por Plinio el Viejo en su Naturalis Historia (27, 142) con el mismo significado y que lo considera sin la menor utilidad.[5][6][7]
- dubius: del latín dǔbiǔs, -a, -um, indeciso, incierto, dudoso, hesitante; pero significa también: que se balancea de un lado a otro, peligroso, difícil,[5] sin que se sepa claramente en cual de los sentidos el autor lo aplicó para la especie; quizás de lado a otro por la frecuente inclinación lateral del capítulo en el ápice del pedúnculo.

## Taxones infraespecíficos aceptados
- Tragopogon dubius subsp. desertorum (Lindem.) Tzvelev
- Tragopogon dubius subsp. major (Jacq.) Vollm.[8]

## Sinónimos
- Tragopogon baylei Lecoq & Lamotte
- Tragopogon dubius var. decipiens (Chaub. ex Noulet) O.Bolòs & Vigo
- Tragopogon dubius subsp. dubius Scop.
- Tragopogon intermedius Besser
- ₳Tragopogon lamottei Rouy
- ₳Tragopogon longifolius Lamotte nom. illeg.
- Tragopogon major sensu Boiss.
- Tragopogon major sensu Coutinho
- Tragopogon major sensu Grossh.
- Tragopogon major sensu Halácsy
- Tragopogon major sensu Kechoveli
- Tragopogon major var. decipiens Chaub. ex Noulet
- Tragopogon major subsp. dubius (Scop.) Cadevall & Sallent
- Tragopogon major subsp. dubius (Scop.) Nyman
- Tragopogon major subsp. dubius (Scop.) Rouy
- Tragopogon major var. pommaretii (F.W.Schultz) Rouy
- Tragopogon major var. stenophyllus D.Brândză
- Tragopogon major var. stenophyllus Boiss.
- Tragopogon major var. vulgare Schmalh.
- Tragopogon majus Jacq.
- Tragopogon minor Billot ex Nyman nom. inval.
- Tragopogon pommaretii F.W.Schultz
- ₳Tragopogon pratensis subsp. lamottei (Rouy) O. Bolòs & Vigo
- Tragopogon pratensis subsp. dubius (Scop.) Gaut.
- Tragopogon tauricus Klokov[8][1][2][9]

₳: Especies consideradas aceptadas o meros sinónimos según los autores contemporáneos.

## Híbridación
La especie, introducida en Estados Unidos donde se volvió localmente maleza invasora, ha dado lugar a híbridos alopoliploides (2n=24) fértiles endémicos de zonas limitadas de Estados Unidos (Estados de Washington y de Idaho): Tragopogon mirus (Tragopogon dubius × Tragopogon porrifolius) y Tragopodon miscellus (Tragopogon dubius × Tragopogon pratensis) y que, a su vez, se híbridan entre ellos
Otro híbrido entre las especies introducidas T. dubius y T. pratensis está citado del Estado de Míchigan en el norte de Estados Unidos y la región limítrofe del vecino Canadá Provincia de Manitoba: Tragopogon × crantzii Dichtl.
Había sido descrito originalmente de Baja Austria por Alois Dichtl como Tragopogon Crantzii (T. orientalis × T. major) y publicado en Deutsche Botanische Monatsschrift : Organ für Floristen, Systematiker und alle Freunde der heimischen Flora, vol 1, p. 171, 1883. Es sinónimo de Tragopogon interjectus Waisb., especie descrita también, algo más tarde, de Austria.
Además de estos híbridos citados, están aceptados (o solo provisionalmente aceptados a la espera de estudios complementarios), los siguientes:
- Tragopogon × bischoffii Sch.Bip. in Webb & Berth., Hist. Nat. Iles Canaries, vol. 3, 2ème parie, Phytografia canariensis, sectio 2, p. 469, 1850(también ortografiado bischoffi), observado y citado, sin descripción, por el autor en su jardín, en Alemania, que le atribuye como parientes T. pratensis y T. major (=T. dubius subsp. major (Jacq.) Vollm.).[12][13][9][2][8][3]

- Tragopogon × duarius Chenevard, Bull. Trav. Soc. Bot. Genève, n.º 9, p. 130, 1899, del valle de Cogne (Valle de Aosta, Italia), con Tragopogon crocifolius|T. crocifolius]] y T. major ? como parientes («Fleurs jaunes du T. major avec le bout des ligules violet. Akènes peu scabres et à becs courts comme dans le T. crocifolius. Largeur des feuilles intermédiaire de ces deux espèces. Avec les parents présumés, dans les prairies entre Epinel et Crétaz. (Flores amarillas del T. major con el ápice de las lígulas de color violeta. Cipselas poco escabridas y con pico corto como en T. crocifolius. Anchura de las hojas intermediaria entre estas dos especies. Cohabita con los presuntos parientes, en los prados entre Epinel y Cretaz.)».[9][2][8][3]

- Tragopogon × haussknechtii P.Fourn., Les Quatre Flores de la France, p. 1036, 1940, descrito en el Departamento de Allier, en el centro de Francia, resultante del cruce de T. dubius subsp. major y T  pratensis.[14][15]

- Tragopogon × lacaitae Rouy, Flore de France, t. XIV, p. 515: additions et observations al t. X, p. 6, 1913, descendiente de T. dubius y T. crocifolius descrito del Puerto de Glaire (Municipio de Veynes) a 1770 m de altitud, cerca de Gap, en los Altos Alpes de Francia, y así descrito: «Port et feuilles du T. crocifolius L. , dont il se distingue par: Pédoncules visiblement mais brièvement claviformes-fistuleux (3 1/2 mm de diamètre sous la calathide); përicline à 8 folioles un peu plus courtes que les fleurs, les folioles interieures du péricline bordées de noir; ligules toutes jaunes interieurementt, rougeàtres sur la face externe seulement (et non purpurines surles 2 pages)(...) près de quelques pieds de T. dubius et non loin de nombreux pieds de T. crocifolius.»[16][15][9][2][8]